# Smalnäsets gravfält
Smalnäsets gravfält var ett gravfält som låg på udden Smalnäset vid norra stranden av sjön Lossen i Tännäs socken i Härjedalen. Platsen är numera helt överdämd, och fornlämningarna undersöktes och togs bort 1956. Gravfältet bestod av 34 säkra stensättningarar, de flesta tresidiga men en del runda eller oregelbundna. I 16 av gravarna fanns brända och krossade människoben av både män och kvinnor samt både unga och gamla individer. På några gravar låg horn av älg och ren. Anläggningen har daterats till järnåldern, ca 1–100 e.Kr. Gravarna liknade samtida gravar i jordbruksbygderna i Mellansverige och Norge, varför en del forskare menar att de anlagts av en germansk befolkning. Offren av älg- och renhorn samt det strandnära läget är däremot mer typiska för en fångstkultur, varför andra forskare menar att gravarna anlagts av en samisk befolkning. Det finns också forskare som anser att man inte kan uttala sig om etniciteten hos de människor som anlagt gravarna.

## Upptäckt och utgrävningshistoria
När en kulturhistorisk inventering genomfördes 1955 inför vattenkraftsutbyggnad i Ljusnan påträffade arkeologen Björn Allard en grupp stensättningar på Smalnäset. Fornlämningarna undersöktes och togs bort hösten 1956. Idag är näset helt överdämt.

## Gravarna
Gravfältet på Smalnäset omfattade 34 säkra stensättningar samt en osäker sådan, fördelade över ett område som var 60 meter långt och 20 meter brett. 20 gravar var tresidiga, tio runda och fyra oregelbundna. De tresidiga stensättningarna var i allmänhet tre–fyra meter breda medan de runda var något mindre. De flesta avgränsades av en kantkedja av tättlagda stenar. I 21 av anläggningarna påträffades brända och krossade ben som i några fall varit inneslutna i fyrkantiga hartstätade kärl. I flera gravar var bengömman täckt av en flat häll ovanpå vilken det ibland låg en mindre, rundad klumpsten. Det fanns stora likheter med gravarna på Krankmårtenhögen.

### Ben i gravarna
Människoben fanns i 16 av gravarna på Smalnäset. I en av gravarna låg ben efter två individer, en vuxen och ett barn, men annars låg bara en individ i varje grav. Två kunde bestämmas som kvinnor och två som män, samtliga i åldern 20–40 år. Dessutom fanns ben efter tre ungdomar, tre barn och två personer i åldern 40–60 år som inte kunde könsbestämmas.
De djurben som kunde artbestämmas kom från älg, ren, björn och bäver.

### Ben och horn på gravarna
Ovanpå minst två av gravarna påträffades hornrester av älg och ren samt kraniefragment av älg.

### Föremål
Gravfältet på Smalnäset var mycket fattigt på föremål. Metallföremål hittades i endast en grav, ett par korta bronsspiraler med textilrester. Stenföremål fanns i ett par gravar i form av en rödstrimmig skifferspets, ett par kvartsitavslag och ett förarbete till en kvartsitskrapa. I en grav fanns en kam av benhorn med ett halvrunt överstycke, dekorerat med ett genombrutet mönster som troligen var bågformat. Liknande kammar har hittats bland annat i Uppland, på Gotland och i Hedmark fylke i Norge.

### Datering
Tre av hartsförekomsterna daterades med kol 14-metoden och befanns vara från första århundradet efter Kristi födelse. Benkammen är av en typ som kan dateras till omkring 100 e.Kr. Gravfältet bedöms därför ha tillkommit någon gång under perioden 1–100 e.Kr., under äldre järnålder.

## I vilket sammanhang tillkom gravarna?
När Björn Ambrosiani publicerade resultaten av utgrävningarna av Krankmårtenhögen och Smalnäset konstaterade han att gravarna var uppenbart influerade av det samtida gravskicket i den fasta bygden i Mellansverige och på det norska höglandet under århundradena omkring Kristi födelse. Han menade att det lämnade utrymme för åtminstone tre möjliga tolkningar. Den första var att gravfälten tillkommit i samband med en jordbrukskolonisation utförd av människor från befintliga bygder. Eftersom det inte finns några som helst spår av gårdar och brukad mark i närheten verkade detta inte troligt. Två andra möjligheter har mer som talar för sig och behandlas här under var sin rubrik.

### Besökande bönder?
Gravarna kan ha anlagts av människor från jordbruksbygderna som här hade en fångst- eller handelsstation, antingen för att själva bedriva fångst eller för att handla med en lokal fångstbefolkning. Gravhögarna på Långön i Hoting har ofta tolkats på samma sätt. För denna tolkning talar gravarnas utseende. Mot tolkningen talar att offer av horn och ben inte är typiska för det sydliga gravskicket samt att inga byggnadslämningar har påträffats.

### Lokalt fångstfolk?
Gravarna kan ha anlagts av ett lokalt fångstfolk. För detta talar offren av horn och ben samt läget på uddar. Detta fångstfolk måste dock ha haft täta kontakter med jordbruksbygderna för att kunna anlägga gravar med så tydliga influenser därifrån. Björn Ambrosiani menade att detta var den mest sannolika tolkningen.

## Etnicitet
Om gravarna anlagts av människor från jordbruksbygderna antas dessa ha haft någon sorts germansk etnicitet. Om de anlagts av ett lokalt fångstfolk är frågan mera öppen. Björn Ambrosiani diskuterade saken men kom inte med någon bestämd slutsats. En liknande försiktig hållning intas av Stig Welinder. Andra har tagit ställning mer bestämt för att gravarna anlagts av människor av antingen en germansk eller en samisk etnicitet.

### Germaner
Evert Baudou påpekar att gravfält med tresidiga anläggningar från samma tid har påträffats i Dalarna, Gästrikland, Uppland och i sydöstra Norge. Att de brända benen placerats i en hartstätad ask och lagts under en täckhäll med en rund sten ovanpå är också karaktäristiskt. Han menar att detta innebär att gravarna kan knytas till germansk etnicitet. Samtidigt menar han att avsaknaden av asbestkeramik, som anses vara arkeologiskt utmärkande för samisk etnicitet under den aktuella tiden, visar att gravarna inte kan knytas till samisk etnicitet. Baudou tar däremot inte ställning till i vilket sammanhang gravarna tillkommit. De germaner som han menar anlade gravarna kan antingen ha varit ett fångstfolk som funnits i området sedan länge och som följt med förändringarna i sin omvärld, eller en befolkning som flyttat in från näraliggande områden.

### Samer
I en analys av det likartade gravfältet Krankmårtenhögen tar Inger Zachrisson fasta på offergåvorna av horn och skallben av älg och ben, som inte har någon motsvarighet i de fasta bygderna utan i stället på nordeuroasiatiskt område, på att vissa gravar enbart innehöll djurben och på det strandnära läget. Hon menar att sådana gravar måste ha tillkommit inom en fångstkultur. Denna fångstkultur uppvisar enligt Zachrisson så stora likheter med senare samisk kultur att den också bör definieras som samisk.